# Grizzly

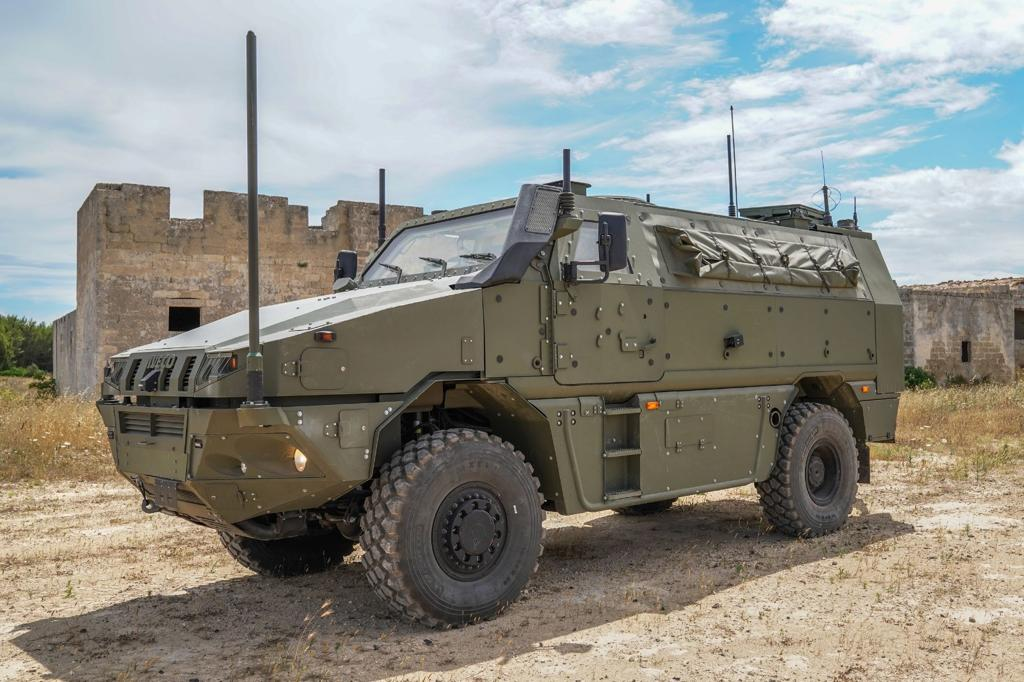

Grizzly GFF4 — немецкий многоцелевой бронетранспортёр. Боевая колёсная бронемашина, оснащённая вооружением, предназначенная для использования в мотопехотных подразделениях сухопутных войск.

## История создания
Машина создана немецкой фирмой Krauss-Maffei Wegmann. Бронетранспортёр «Grizzly GFF4» вероятно принят на вооружение армий Германии и возможно Италии в 2011 году.

## Описание конструкции
Grizzly GFF4 — капотный авиатранспортабельный бронеавтомобиль на грузовом шасси IVECO Trakker (6х6) с боевой массой 25 т и вместительным 17-кубовым корпусом. Он снабжён противоминной защитой с расположенными под разными углами бронепанелями, гарантирующими находящимся внутри людям максимальную безопасность. На крыше возможна установка вооружения калибра до 50-мм с дистанционным управлением или 7,62-мм пулемётом, 40-мм автоматическим гранатомётом (Heckler & Koch GMG). Внутри имеются системы пожаротушения, кондиционирования, вентиляции и фильтрации воздуха. Автономный источник энергии и системы жизнеобеспечения позволяют находиться в машине в течение нескольких дней. Она комплектуется двигателем мощностью 440 л.с., механической или автоматической трансмиссией, самоблокирующимися дифференциалами, автоматической системой регулирования давления в шинах. Эти машины отличаются превосходными ходовыми характеристиками, значительной полезной нагрузкой и высоким уровнем защиты от всех видов угроз с которыми сталкиваются военные при выполнении международных миссий НАТО и ЕС. Благодаря использованию стандартных деталей обеспечивается простота и надёжность технического обслуживания.

## Будущее машины
Машины именно этого класса сейчас требуются вооружённым силам как Германии, так и Италии.
В первую очередь машина будет предложена для немецких вооружённых сил, как бронированная машина обеспечения взаимодействия (GFF4) в варианте 6х6 (три оси, шесть ведущих колес). В то же время она будет предложена в Италии как VTM-x(перевести) с колесной формулой 4х4.